# D-902
Die D-902 (russisch Д-902) ist eine auf dem sowjetischen Lastwagen Ural-375 basierende schwere Schneefräse, die von 1966 bis Ende der 1980er- oder Anfang der 1990er-Jahre in Serie gebaut wurde. Die Schneeräumtechnik wurde im Straßenmaschinenwerk Udarnik in Minsk entwickelt, die Serienproduktion erfolgte ebenfalls dort. Aufgrund geänderter Bezeichnungssysteme trugen die Maschinen späterer Baujahre den Namen DE-211 (russisch ДЭ-211). Sie wurden wegen ihrer hohen Räumleistungen insbesondere auf Flugplätzen eingesetzt, einige Exemplare kamen auch in die Deutsche Demokratische Republik.
Nachfolger wurde die seit den 1980er-Jahren gebaute DE-226, basierend auf dem Ural-4320 mit Dieselmotor. Diese Maschinen werden noch heute in Minsk produziert.

## Fahrzeuggeschichte

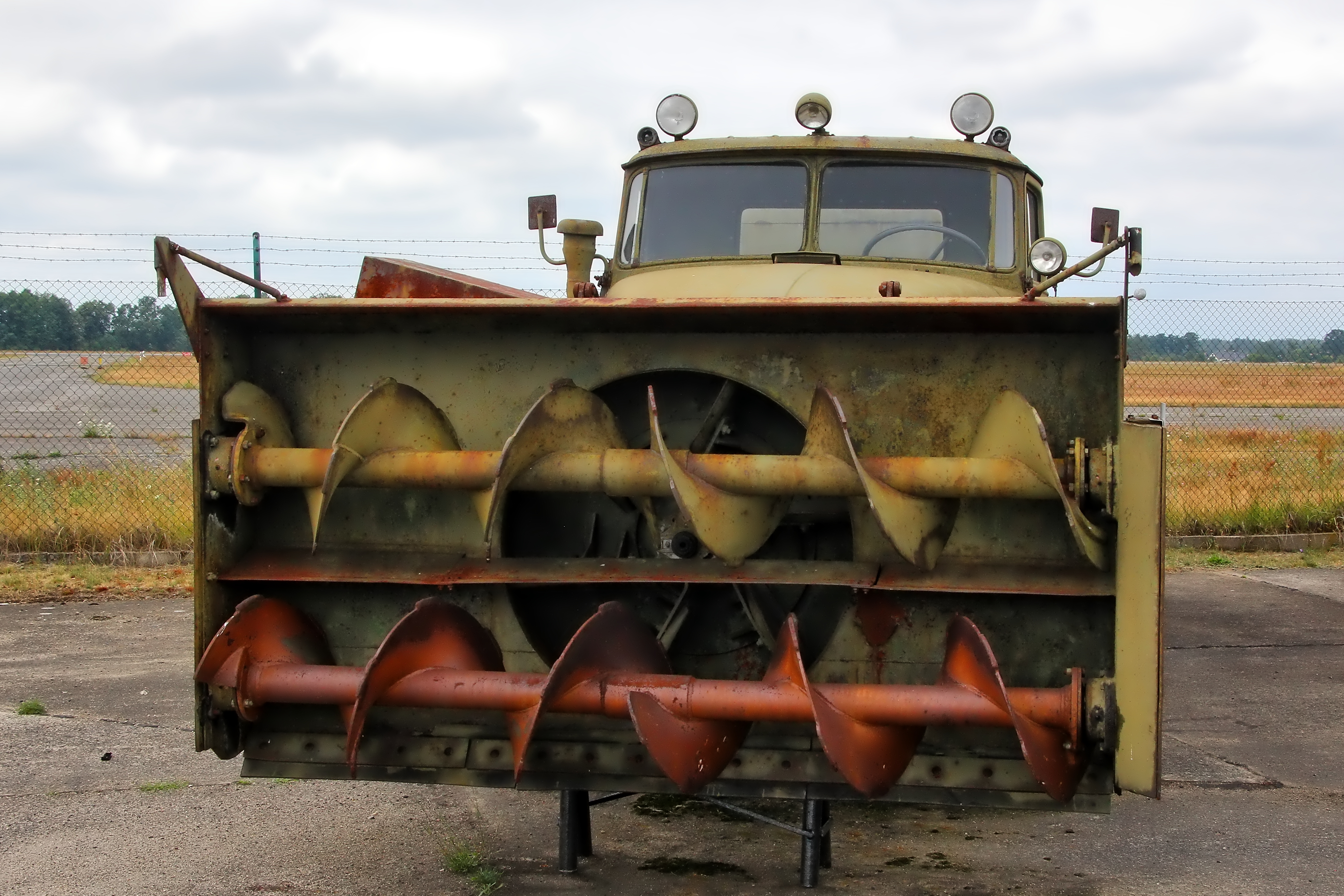
Frontansicht des Fräswerks mit den beiden Schnecken und dem Schaufelrotor (2019)

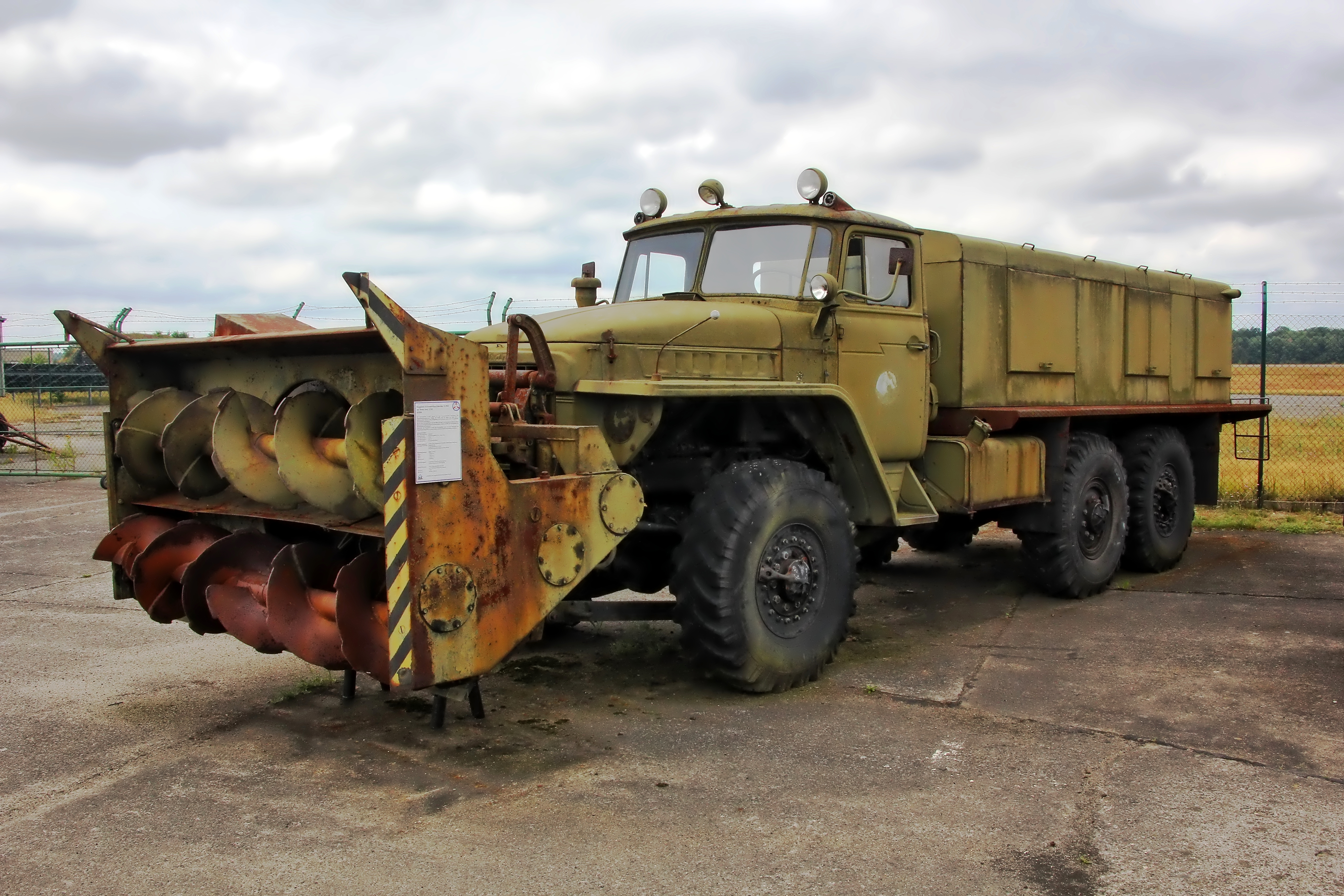
Seitenansicht (2019)

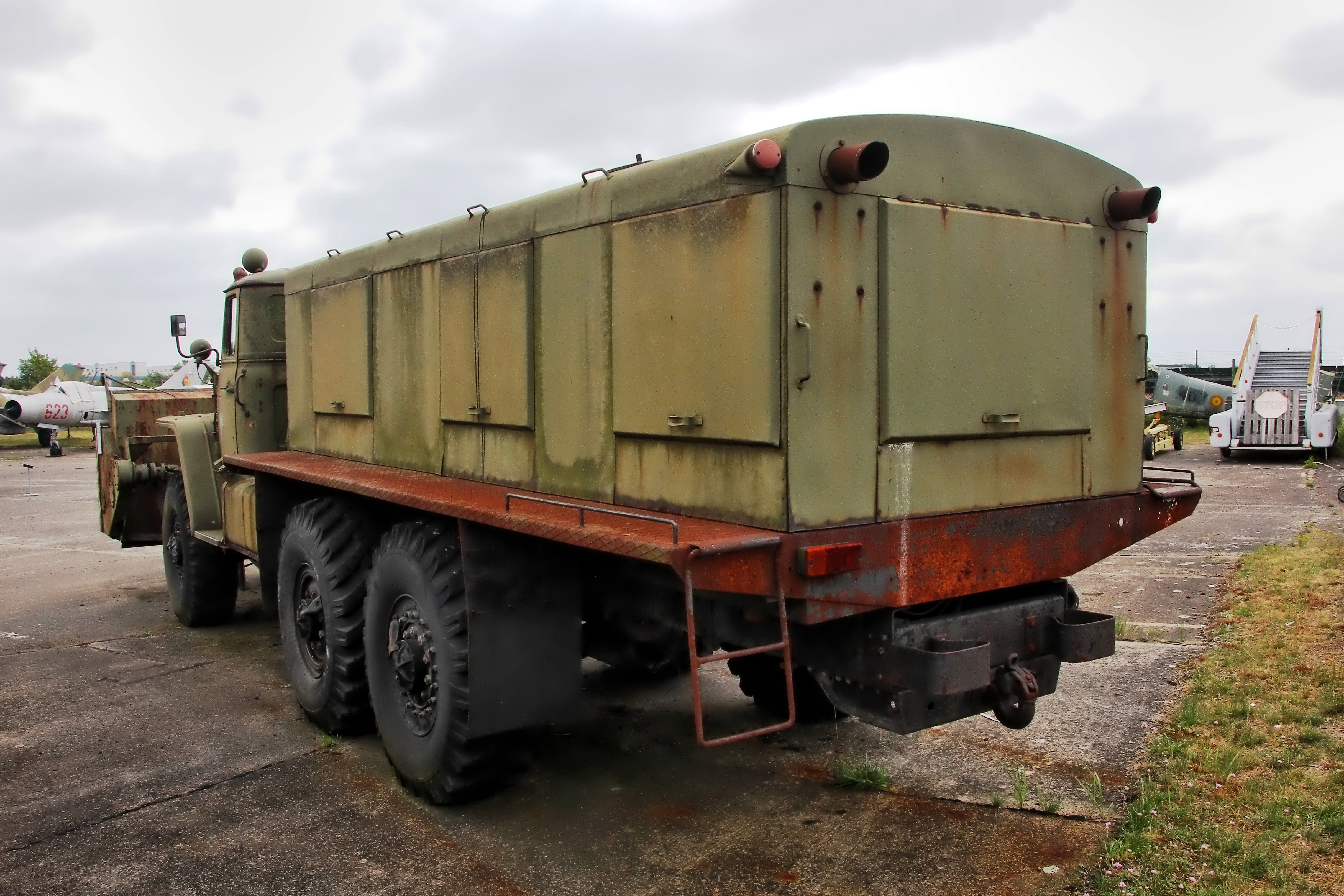
Heckansicht mit Aufbau, in dem der Fräsantrieb untergebracht ist (2019)

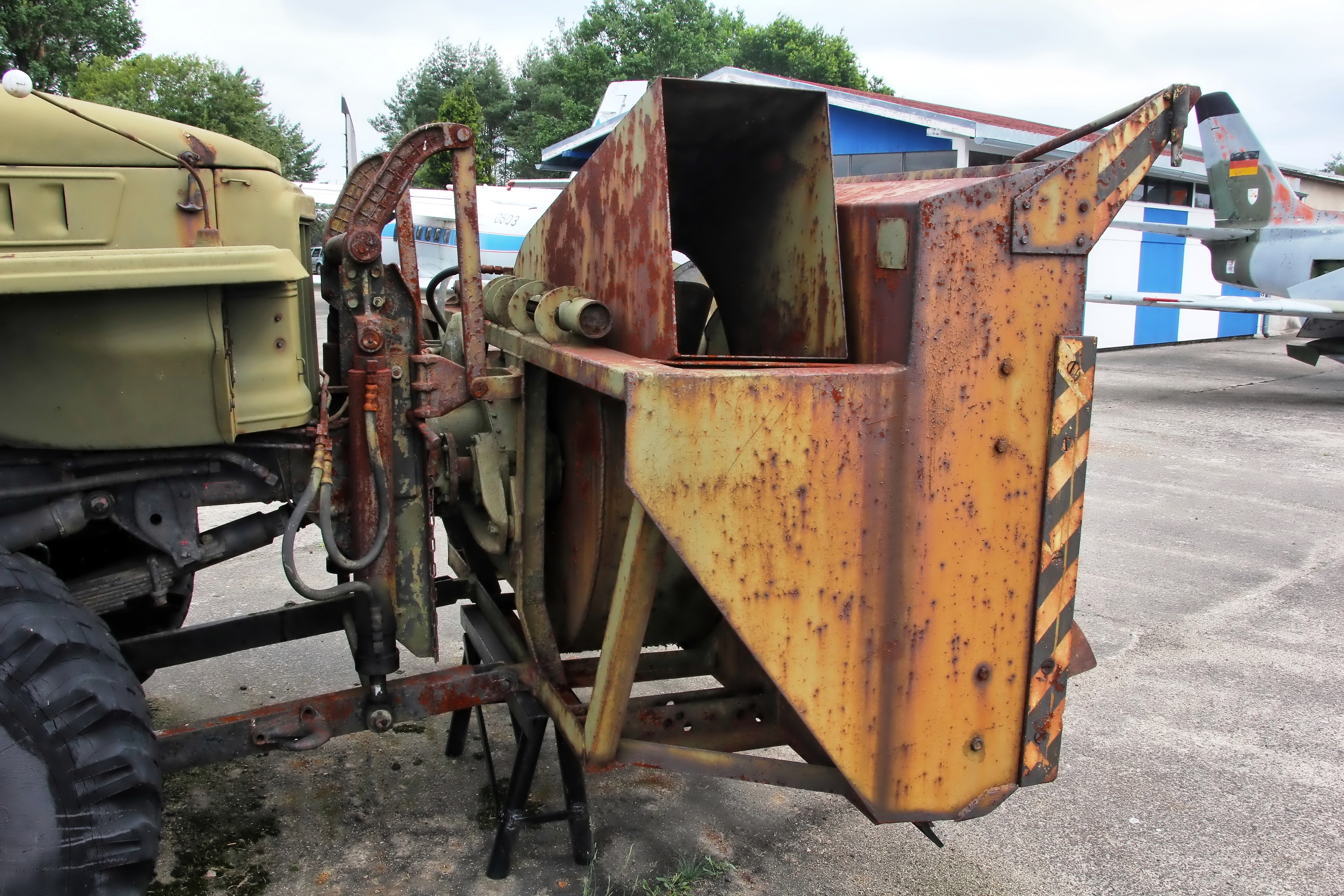
Seitenansicht des Fräswerks mit Schneeauswurf (oben) und hydraulischer Verstellung (2019)

Schwere Schneefräsen auf Lastwagenbasis wurden in der Sowjetunion bereits in den 1950er-Jahren gebaut, beispielsweise auf Basis des ZIS-150. Ab 1959 fertigte Sewdormasch die D-470 in Großserie. Um 1960 begann das Udarnik-Werk in Minsk mit dem Bau der D-450 auf dem MAZ-502. Als dessen Produktion endete, stellte man 1966 die Fertigung auf die D-902 auf Basis des Fahrgestells des Ural-375E um. Die E-Variante war ab Werk bereits für Spezialaufbauten vorgesehen. Die Spitzenräumleistung konnte gegenüber der D-470 deutlich von etwa 700 auf knapp 1400 t Schnee pro Stunde gesteigert werden.
Anders als bei der kleineren D-470 auf Basis des ZIL-157 wurde der Motor des Lastwagens nicht ausgebaut. Er sorgt nach wie vor für den Antrieb des Fahrzeugs. Als Antrieb der Fräse wurde zusätzlich ein Dieselmotor vom Typ 1D12BMS im Aufbau untergebracht. Der V12 mit knapp 40 Litern Hubraum leistet 400 PS (294 kW) und ist ein gedrosseltes Derivat des Panzermotors W-2, wie er in fast allen sowjetischen Kampfpanzern seit dem T-34 genutzt wurde. Später wurde die Leistung auf 420 PS (309 kW) gesteigert. Die Kraft wird über Kardanwellen und Ketten auf die Fräseinheit an der Front des Fahrzeugs übertragen.
Die Fräse ist hydraulisch höhenverstellbar und hat eine Arbeitsbreite von 2,8 m. Sie besteht aus zwei Förderschnecken, die den Schnee nach innen befördern und einen Rotor mit sechs Rotorblättern und 1,2 m Durchmesser, der den Schnee zur Seite auswirft. Höhe und Richtung des Auswurfs sind verstellbar, die maximale Wurfweite beträgt etwa 65 m. Die gesamte Fräseinrichtung ist durch einen Hilfsrahmen mit zwei Holmen mit dem Fahrzeug verbunden. Um die zusätzliche Belastung tragen zu können, wurde die Aufhängung der Vorderachse des Lastwagens verstärkt. Für die niedrigen Arbeitsgeschwindigkeiten wurde die Getriebeübersetzung modifiziert, was gleichzeitig die Höchstgeschwindigkeit auf 40–50 km/h begrenzte. Außerdem wurde die Frontstoßstange entfernt, ein weiterer Hilfsrahmen als Anschlagpunkt für die Hebehydraulik angebracht und die Scheinwerfer auf das Kabinendach verlegt. Diese Umrüstungen sowie die Fertigung des Aufbaus erfolgten in Minsk.
Die D-902 wurde ab Mitte der 1970er-Jahre auf verschiedenen Messen und Ausstellungen gezeigt und gewann bei der Leipziger Messe 1975 eine Goldmedaille. Aufgrund von Änderungen in den genormten Bezeichnungssystemen für sowjetische Bau- und Straßenmaschinen wurden spätere Exemplare auch als DE-211 bezeichnet. Die Maschinen wurden sowohl zivil im Winterdienst als auch von der Sowjetarmee genutzt, um Flugplätze vom Schnee freizuhalten. Hier wurde sie auch schon bei eher geringen Schneemengen benötigt, da sie die von den Schneepflügen zusammengeschobenen Schneewälle von der Landebahn entfernte. Die empfohlene Mindestschneehöhe liegt für die D-902 bei 70 cm. Einige der Schneefräsen kamen auch in die Deutsche Demokratische Republik. Wann genau die Produktion endete, ist nicht bekannt. Spätestens seit Mitte der 1980er-Jahre wurde die DE-226 als Nachfolger auf Basis des Ural-4320 gebaut, die Fertigung des Ural-375 wurde 1993 endgültig eingestellt. Die DE-226 wird nahezu unverändert noch heute vom Baumaschinenkonzern Amkodor in Minsk gebaut, in dem auch das Udarnik-Werk in den 2000er-Jahren aufging.

## Technische Daten
Für die Serienfahrzeuge vom Typ D-902, soweit nicht anders vermerkt.
- Basisfahrzeug: Ural-375E
- Antrieb:
- Fahrmotor: Viertakt-V8-Ottomotor, wassergekühlt
  - Motortyp: ZIL-375
  - Leistung: 180 PS (132 kW)
  - Hubraum: 6959 cm³
  - Verdichtung: 6,5:1
- Fräsenmotor: Viertakt-V12-Dieselmotor, wassergekühlt[3]
  - Motortyp: 1Д12БМС (deutsch 1D12BMS)
  - Leistung: 400 PS (294 kW)
  - Hubraum: 38.880 cm³
- Tankinhalt: 210 + 60 l Benzin
- Treibstoff:
  - Fahrmotor: Benzin mit mindestens 76 Oktan
  - Fräse: Diesel, Kerosin oder Gemisch aus Diesel und maximal 20 % Benzin
- Getriebe: mechanisches Fünfganggetriebe mit Rückwärtsgang
- Untersetzungsgetriebe: mechanisch, zweistufig
- Höchstgeschwindigkeit: 52 km/h (auch 40 km/h angegeben[4])
- Arbeitsgeschwindigkeit: 0,334–6,74 km/h (auch geringfügig abweichende Daten angegeben[4])
- Antriebsformel: 6×6

Abmessungen und Gewichte
- Länge: 10.050 mm
- Breite: 2810 mm
- Höhe: 2940 mm
- Radstand: 3525 + 1400 mm
- Spurweite vorne und hinten: 2000 mm
- Gewicht im einsatzbereiten Zustand: 15.200 kg
- Wendekreis: 21,6 m
- Reifengröße: 14,00–20″
- maximale räumbare Schneemenge pro Stunde: 1375 Tonnen,[1] später 1500 Tonnen
- maximale Schneehöhe: 1600 mm